# کومه

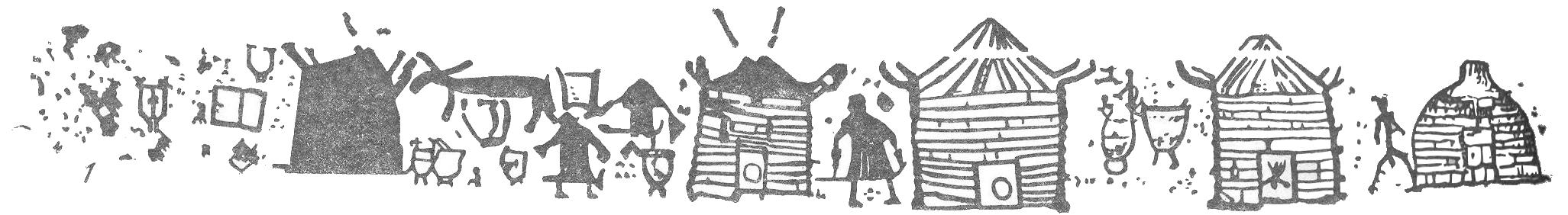
ترسیمی از گونهٔ کومه‌های سده پیش از میلاد در روسیه

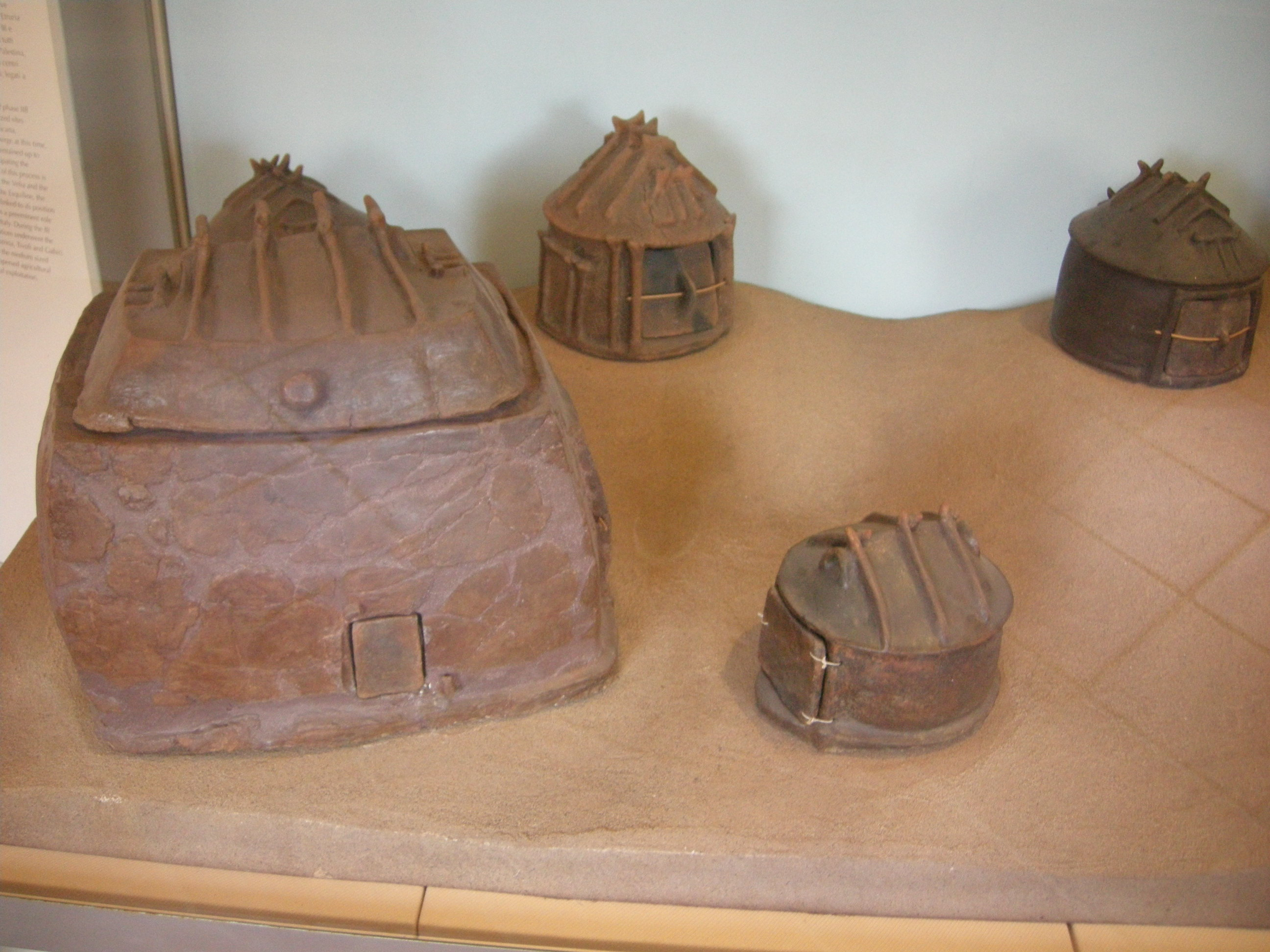
ماکت کومه در موزه رم در ایتالیا

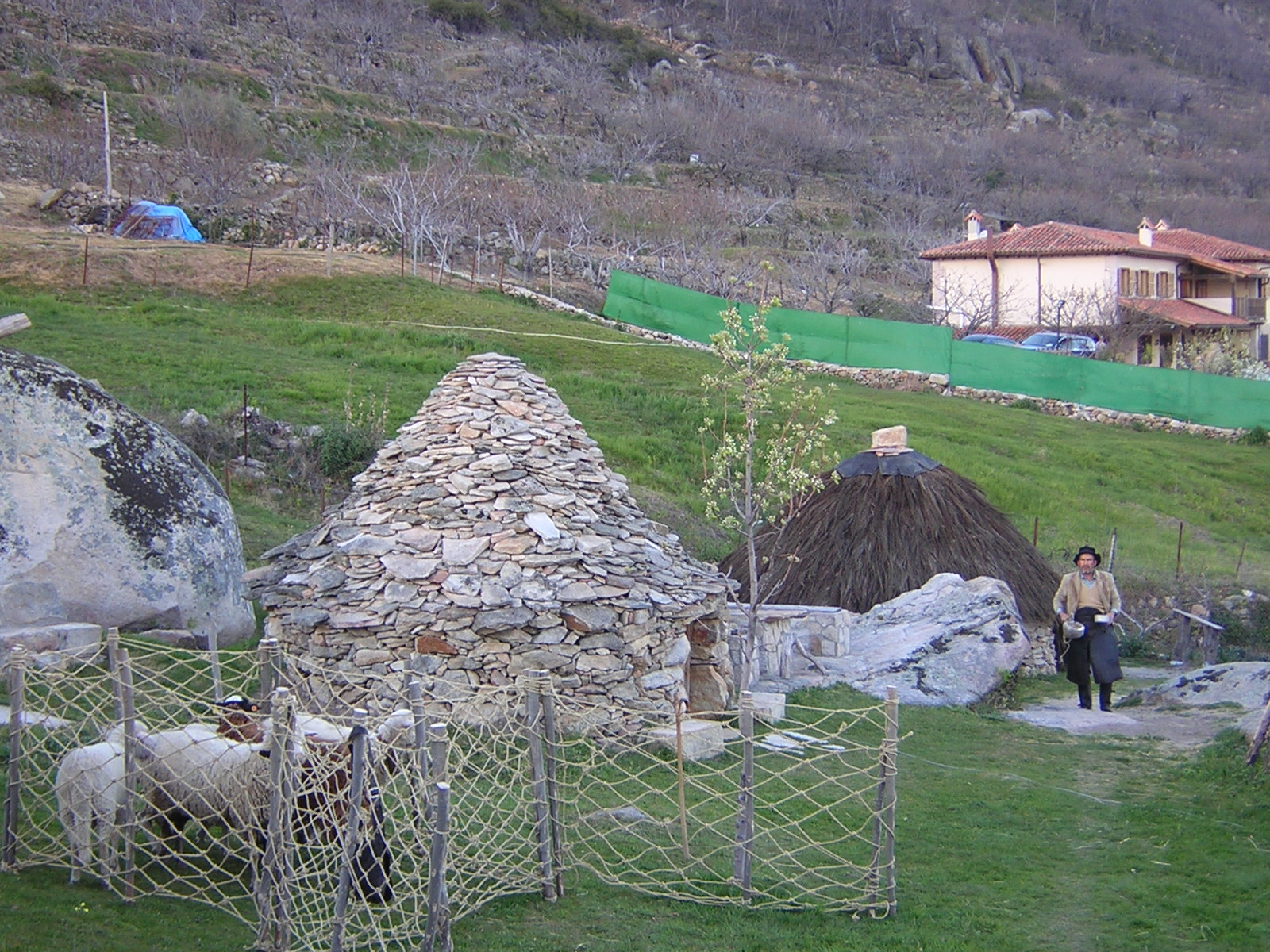
کومه‌های مرسوم در اسپانیا

کومه یا کوخ (به انگلیسی: Hut) به سرپناهی گفته می‌شود که از مصالح بومی ساخته می‌شود و از نظر کیفیت و دوام معمولاً از خانه در مرتبهٔ پائین‌تری قرار دارد و اکثراً برای زندگی موقت یا کوتاه‌مدت یا فصلی کاربرد دارد. کومه‌ها معمولاً یک‌اتاقه هستند و حالتی کوچک و محقر دارند. کومه‌ها توسط بشر در طول تاریخ ساخته می‌شدند و به علت سادگی و کاربرد مصالح بومی بسیار متداول و پرکاربرد بوده‌اند.

## انواع
در لغتنامه دهخدا آمده‌است: کومه خانه‌ای را گویند که از نی و علف سازند و گاهی پالیزبانان در آن نشسته و محافظت فالیز و زراعت کنند و گاهی صیادان در کمین صید نشینند. (برهان). خرگاهی که از چوب و علف در صحرا سازند و پالیزبانان و مزارعان در آن نشینند و پالیز و زراعت خود را حفظ نمایند و صیادان نیز سازند و در آن نشسته بر صید کمین کنند و آن را کازه نیز گویند. (از آنندراج) (از انجمن آرا). کازه یعنی نشستنگاه پالیزبانان. (صحاح الفرس). در دیه‌های فارس کومِه و در گیلکی کوم̍ه. (حاشیهٔ برهان چ معین): کازه؛ کومه باشد از بهر باران و سایه. (فرهنگ اسدی، یادداشت به خط  دهخدا). کازه؛ کومه که بر کنار بستان‌ها بزنند از بهر سایه و از چوب و از نی کنند.

### کتام
کَتام نوعی از کومه است و در فارسی به‌طور کلی به تالار یا سازه‌ای می‌گویند که از چوب و تخته بسازند.
کتام در بسیاری مناطق به شکل اتاقکی است که در جالیزها و کشتزارها از تخته و شاخه درختان و حصیر که جایگاه نگهبان مزرعه و جالیز است.
در گیلان به آن «کُتام» و در مازندران «ناپار» می‌گویند. کتام در گیلان به صورت بامی است گالی‌پوش، نهاده در پایه‌های بلندی از تیرک‌های چوبی که از میانهٔ آن‌ها تیرک‌های دیگری، افقی می‌گذرانند و بر روی آن تخته‌بندی کف کتام را استوار می‌دارد. دسترسی به کف کتام عموماً با واسطه نردبانی صورت می‌گیرد. این بنا از همه سو باز و جولانگاه هوا است. از آنجا که کف از سطح زمین دست‌کم پانزده قدم فاصله دارد، در زیر آن می‌توان به منظور راندن پشه‌ها دود به‌راه انداخت و این البته در صورتی است که جریان باد زیاد قوی نباشد. عموماً در کتام قطعه‌ای از حصیر یا پرده‌ای از کتان راه بر تابش آفتاب می‌بندد و ساکنان را در سایه نگاه می‌دارد. پرده‌ای دیگر زنان را از نگاه عابران دور می‌سازد. این مجموعه بی‌شباهت به قفسی نیست که بر پایه‌هایی از چوب نهاده شده باشد.
واژه کتام با کد و کند به معنی «خانه» و «روستا» از یک ریشه است. واژه کدواده فارسی به معنای «پی و بنیاد خانه» و واژه‌های سغدی kaθām (حصار شهر) و kadwē (سقف) هم از همین ریشه هستند.

### انواع دیگر
انواع دیگر کومه (با برابرهای انگلیسی):
- کلبه چوبی (Log cabin)
- کلبه کوهستانی (Chalet)
- کومه ساحلی (Cabana)
- کومه یخی (Igloo)
- آلونک (Shed)